# Magali Franka
Magali Franka, née le 24 janvier 1990 à Lyon (France), est une athlète congolaise spécialisée dans les courses de sprint. 

## Biographie
Magali défend les couleurs de la RDC aux Jeux olympiques Pékin 2008, à l'épreuve du 100 m sprint où elle sera classée 8e (100 m à un temps de 12 s 57) sans passer au second tour.
En 2005, elle a couru le 100 m en 12 s 30 et le 200 m en 25 s 30.